# Ольга Котелко
Ольга Котелко (англ. Olga Kotelko; 2 березня 1919 — 24 червня 2014, Вонда, Саскачеван, Канада) — видатна канадська легкоатлетка українського походження, багаторазова світова чемпіонка і рекордсменка у старших вікових категоріях.

## Життєпис
З'явилася на світ сьомою дитиною (з 11-ти) в родині українських фермерів Василя Шванга та Ганни Байда, які емігрували в Канаду 1895-го року. З дитинства займалася фізичною працею. Батько мав кількасот гектарів пшеничного поля, а мати була доброю садівницею і вчила своїх дітей, як виростити свіжі овочі. Ользі з дитиснства доручали доїти корів і виконувати інші роботи по господарству. Вона й досі зберігає невеличкий город в її міській садибі. Йдучи щодня до школи, Ольга мусила долати пішки 6 миль. У школі її улюбленим видами спорту був софтбол. Дівчинкою вона була членом шкільної команди на сільському чемпіонаті.
У 1941 році Ольга закінчила Саскатунську Нормальну школу (педагогічний виш) і почала свою кар'єру як викладач молодших класів сільської школи. В 1953 переїхала до Нью-Вестмінстера, де продовжила викладати, поки не пішла на пенсію в 1984 році у віці шістдесяти п'яти років.
Активно займатися спортом Ольга почала вже будучи на пенсії у віці 77 років. Ольга Котелко живе з дочкою та зятем у Західному Ванкувері (Канада). Взимку продовжувала свій тренувальний режим у приміщенні разом з іншими програмами тренування, один з яких — плавання тричі на тиждень.
Вона пережила всіх своїх сестер і братів.

## Спортивні досягнення
Починаючи зі світового чемпіонату в Гейтсхед (Нанавут, Канада) в 1999 році, Ольга Котелко змагалася на національному й міжнародному рівнях у таких спортивних категоріях, як метання молота, штовхання ядра, метання списа і диска, стрибки в довжину й висоту, потрійний стрибок, біг на 100 м, 200 м і 400 м. Свої спортивні рекорди Ольга встановила у віці 80, 85 і 90 років. Ольга Котелко була однією з 12 тисяч носіїв смолоскипу XXI зимових Олімпійських ігор у Ванкувері.
Серед найбільш відомих досягнень Ольги — рекорд у 13 спортивних категоріях на чемпіонаті BC Masters у Канаді 2004-го, вісім світових і два національні рекорди на чемпіонаті BC Masters у Нанаймо 2009-го, світовий рекорд у штовханні ядра на Всесвітніх іграх майстрів у Сіднеї (Австралія) у жовтні 2009 року.
Загалом легкоатлетка здобула 5 бронзових, 12 срібних і 600 золотих медалей. Ольга Котелко була спортивним лідером серед жителів Ванкувера похилого віку, тренером зі штовхання ядра в молодшій школі.

## Фільмографія, відео
- Відео на персональному сайті
- Док.фільм «Осіннє золото», реж. Jan Tenhaven (Німеччина), 94 хв., 2010. / ориг. Herbstgold — на YouTube, IMDb(англ.), на нім. ТБ(нім.)